# Tesařství

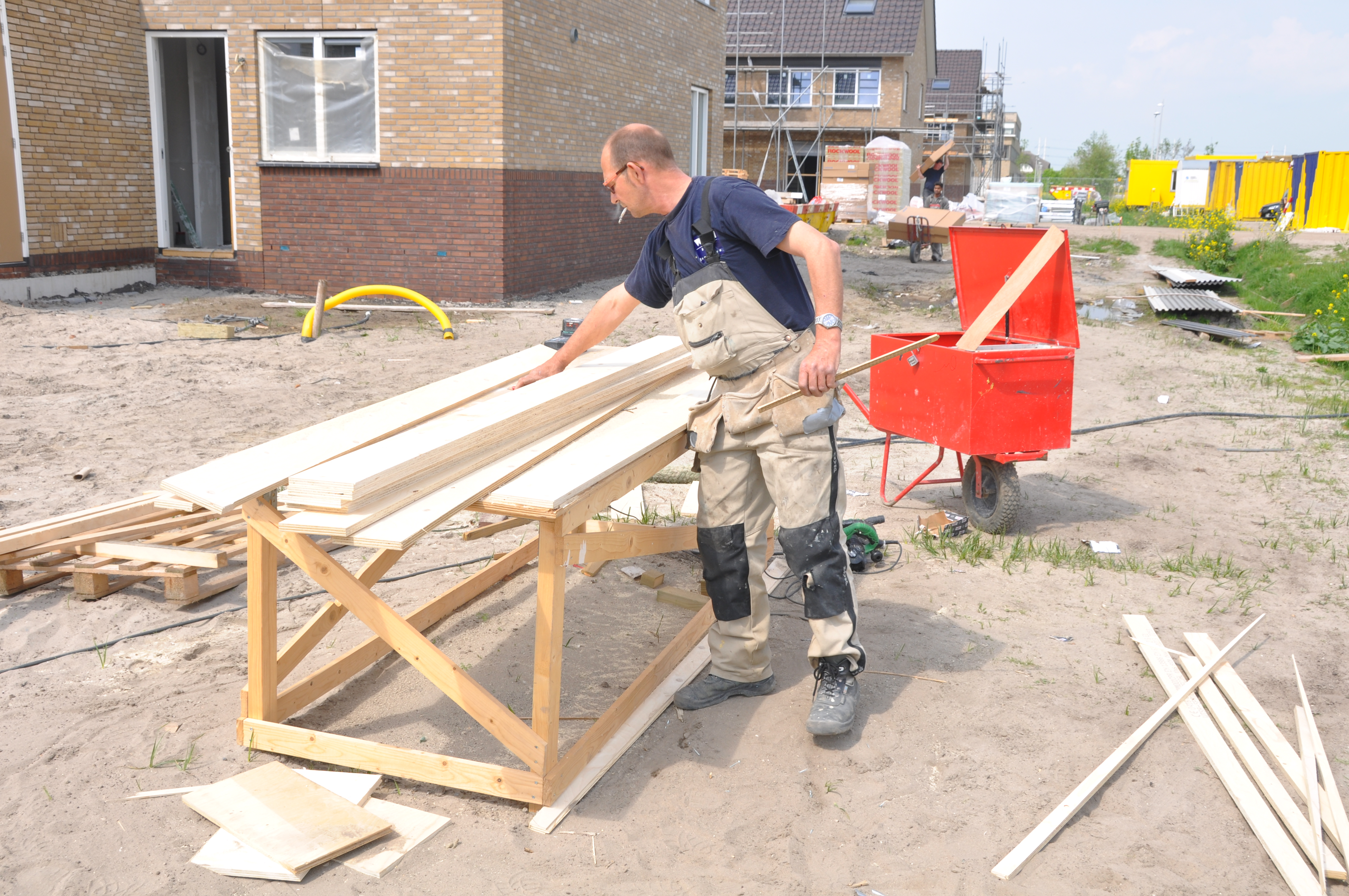
Tesař při práci v Nizozemí

Tesařství (lidově tesařina) je řemeslo vykonávané tesařem. Jedná se o stavební profesi s dlouhou historií rozšířenou prakticky po celém světě. Zahrnuje širokou škálu prací se dřevem, především výrobu stavebních konstrukcí. Výrobou nábytku, oken a dveří se zabývá truhlářství.
K tomuto povolání patří velký podíl těžké ruční práce a tesař nejčastěji pracuje pod širým nebem. Většinu tesařských dovedností, jako je tomu i u jiných řemesel, je třeba získat zkušenostmi.

## Rozdělení tesařských prací
Tesař tradičně provádí především tyto stavební práce:
- výroba nosné konstrukce budov (roubené, hrázděné atd.), bednění (např. pro betonáž), střech (krokve, vaznice, vazníky atd.) a další hrubé stavební práce, které nevyžadují naprosto přesné spoje ani vzhled
- montáž podlahových a stropních nosníků, tj. vodorovných trámů napojených na nosnou konstrukci pod podlahou, respektive stropem, jež dávají podlaze či stropu nosnost a umožňují jejich montáž
- výroba doplňkových konstrukcí, např. altánů, pergol, rozmanitých přístřešků, zábradlí atd.
- lodní tesařina, tj. stavba, údržba a opravy lodí
- filmová a televizní tesařina, tj. stavba a bourání provizorních konstrukcí a dekorací pro filmové a televizní natáčení

Blízkým příbuzným řemeslem je
- stavební truhlářství, tj. výroba a montáž oken, dveří, parketových podlah a dalších prvků, jež vyžadují maximální přesnost; stavební truhlář vyrábí též dřevěné obklady stěn, okenních a dveřních otvorů, podlahové soklíky a přechodové lišty.

Zaniklými (téměř zaniklými) příbuznými řemesly jsou například :
- sekernictví, tj. výroba a údržba vodních kol mlýnů, vodních pil a hamrů
- kolářství, tj. výroba a údržba dřevěných žebřinových vozidel, zejména pak jejich loukoťových kol
- šindelářství, tj. výroba a údržba dřevěných šindelových střech
- bednářství, tj. výroba a údržba dřevěných beček a sudů, užívaných v potravinářství (zejména v pivovarnictví, vinařství, lihovarnictví a konzervárenství)

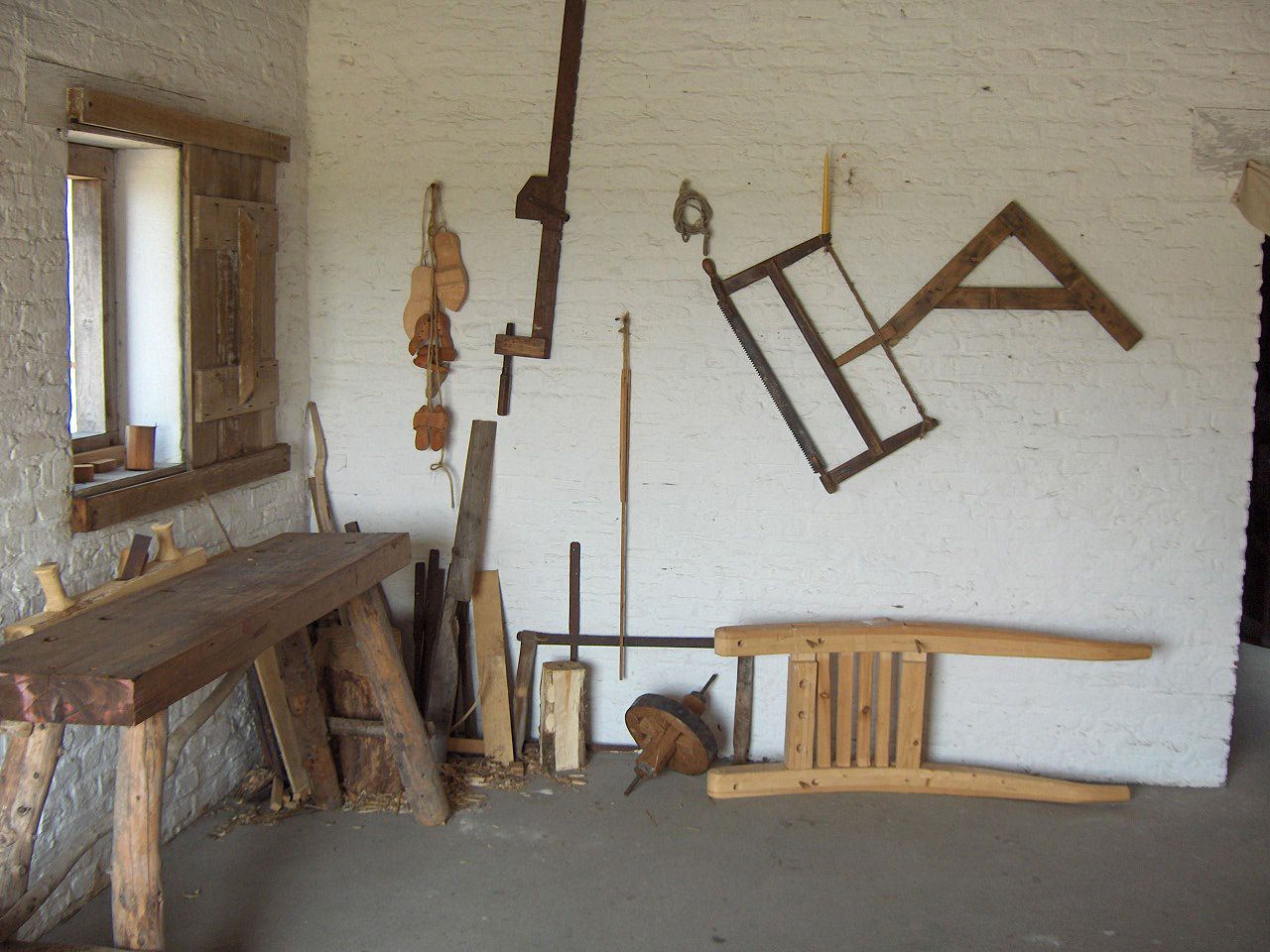
Základní tesařské nářadí se od 15. století příliš nezměnilo

### Výrobky
Tesař zhotovuje mimo jiné tyto výrobky:
- krovy
- roubené stavby
- hrázděné stavby
- garážové a další přístřešky
- brány, vrata
- schodiště
- vikýře
- arkýře
- markýzy
- bednění

### Tesařské spoje
Dílčí prvky se spojují do celků pomocí těchto tesařských spojů:
- sraz
- plátování
- lípnutí
- zapuštění
- čepování
- přeplátování
- kampování
- osedlání

### Nářadí a nástroje
Mezi nejdůležitější ruční tesařské náčiní patří:
- pila
- kladivo
- sekera
- poříz
- nebozez, kolovrátek, vrtáky
- dláto
- hoblík
- smirkový papír
- pravítko a úhelník
- tužka
- teslice a děropáč
- skládací metr

## Kvalifikace
V některých zemích (např. v Německu, ale i Česku) musí budoucí řemeslník, tedy i tesař, projít formálním středním vyučením (obvykle tříletým). Po vyučení se z něho stává tovaryš. Až do začátku 20. století tovaryši zpravidla několik let cestovali po rodné zemi i za její hranice a učili se stavebním postupům a slohům. Poté se vraceli domů a zde prováděli svou práci. V Německu tato tradice tesařských tovaryšů přežívá v omezené míře dodnes (stejně jako u zedníků, pokrývačů a dalších tradičních řemesel) a v 21. století její obliba opět roste.
V USA se v současnosti pod pojmem journeyman (tj. tovaryš) rozumí spíše tesař zkušený a zručný než cestující. Aby získal tento status, musí tesař podstoupit oficiální zkoušku dovedností; existují však i tesaři neautorizovaní, bez formálního vzdělání, u nichž označení „journeyman“ znamená zpravidla dlouholeté zkušenosti v oboru.
Po určité době provádění tesařské živnosti se tesař v některých zemích může ucházet o oficiální statut tesařského mistra. Například v Německu či Japonsku (kde tesaři Miya-daiku projektují a staví chrámy a svatyně) se jedná o náročný a drahý proces, vyžadující k dosažení mistrovského osvědčení rozsáhlé znalosti (včetně ekonomických a právnických) a dovednosti. V těchto zemích je též zpravidla nezbytné, aby tesařským mistrem byl každý, kdo zaměstnává a vyučuje tesařské učně. V jiných zemích pojem „tesařský mistr“ pouze volně označuje zkušeného tesaře.
Tesař je jedna z kvalifikací Národní soustavy kvalifikací (NSK).

## Historie
V dávných dobách byl prakticky každý majitel domu svým vlastním tesařem, protože si svůj dům musel zpravidla postavit sám. S pozdější specializací povolání vznikla i profese tesaře. V důsledku zakládání cechů a utajování zvláště důležitých a zajímavých pracovních postupů se tesaři ve středověku stali nepostradatelnými, především ve městech.
Zejména stavba prestižních budov se složitě tvarovanými střechami, jako byly radnice a cechovní domy, se již neobešla bez odbornosti, kterou tesaři zaručovali. Zkušený tesař své umění pečlivě střežil a předával je pouze vyvolenému kolegovi, zpravidla svému synu. Zvláště vůči svým tovaryšům býval opatrný. Důležité práce jako například rýsování střechy prováděl zásadně sám.
Rozkvět tesařství ve střední Evropě nastal ve středověku, kdy se ve městech stavěly smělé velké hrázděné domy. Absolutního vrcholu v konstrukci střech dosáhli francouzští tesařští mistři (maître de charpentier) okolo roku 1900 klenutými dřevěnými střechami. Tesařské umění však vzkvétalo i na venkově, jak je dodnes vidět i v českých skanzenech (nejvýznamnější z nich jsou Soubor lidových staveb Vysočina, Polabské národopisné muzeum Přerov nad Labem a Valašské muzeum v přírodě v Rožnově pod Radhoštěm.

## Zajímavosti

### Mužská práce
Tesařské řemeslo je poměrně manuálně namáhavé, neboť mistr tesař i jeho pomocníci musí zdvihat často dosti těžké dřevěné trámy a stavební dílce. Z tohoto důvodu vykonávají řemeslo téměř výlučně muži. Například v USA v roce 1999 bylo 98,5% všech tesařů mužského pohlaví.

### Etymologie
Slovo tesař je odvozeno od slovesa tesat, tj. opracovávat dřevo. Tesař je běžné české příjmení.

### Významní tesaři

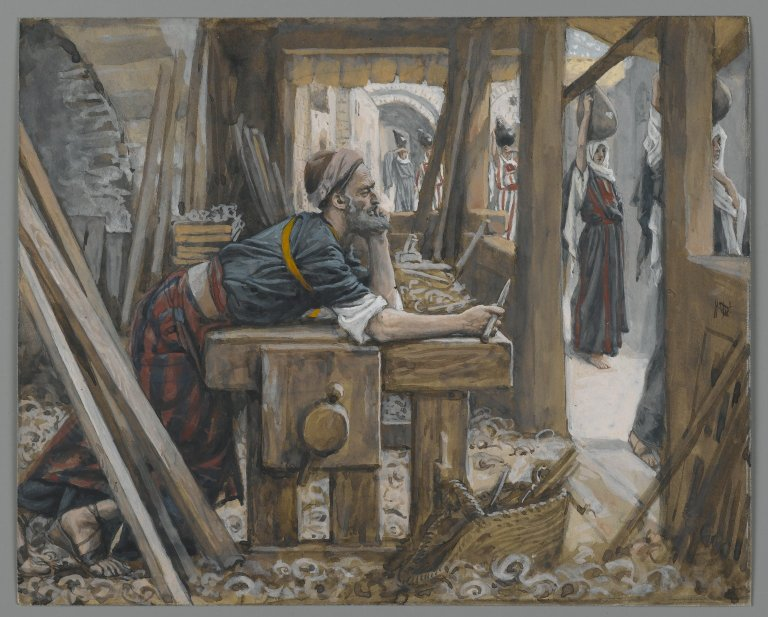
Svatý Josef, patron tesařů, v tesařské dílně.

- Svatý Josef, pěstoun Ježíše Krista, v evangeliu podle Marka je i sám Ježíš nazýván tesařem. Tato tradice vznikla špatným překladem slova tekton (τέκτων), které nemusí znamenat tesař, ale obecně řemeslník.
- Svatý Jan Křtitel je mimo jiné patronem tesařů.
- Kristián David, jeden z obnovitelů Jednoty bratrské
- Ivan Stěpanovič Koněv, ruský vojevůdce, maršál Sovětského svazu
- Ole Kirk Christiansen, dánský vynálezce stavebnice Lego
- George Mortimer Pullman, americký vynálezce luxusních lůžkových železničních vozů
- Jaromír Foretník, československý válečný letec RAF za druhé světové války
- Julius Zeyer, český básník, řádně se vyučil, řemeslo však nikdy nevykonával
- August Borsig, zhotovoval dřevěné díly parních strojů, studium strojnictví, v Berlíně založil továrnu na výrobu parních lokomotiv
- John Harrison anglický hodinář a vynálezce lodního chronometru, přelomu v dějinách námořní dopravy.

### Tesaři v kultuře
- Car a tesař je opera Alberta Lortzinga (1837)
- Pencroft, postava v románu Julesa Vernea Tajuplný ostrov, byl lodním tesařem
- Příjmení fiktivního českého génia Járy Cimrmana je počeštěnou formou německého slova Zimmermann, jež znamená tesař